# Escharina vulgaris
Escharina vulgaris är en mossdjursart som först beskrevs av Karl von Moll 1803. Enligt Catalogue of Life ingår Escharina vulgaris i släktet Escharina och familjen Escharinidae, men enligt Dyntaxa är tillhörigheten istället släktet Escharina och familjen Schizoporellidae. Arten är reproducerande i Sverige. Inga underarter finns listade i Catalogue of Life.